# Bonney
Bonney – wieś w Stanach Zjednoczonych, w stanie Teksas, w hrabstwie Brazoria.